# مانجيلاو (غوام)
مانجيلاو (بالإنجليزية:  Mangilao)‏ هي قرية على الشاطئ الشرقي لأراضي الولايات المتحدة في غوام. انخفض عدد سكان القرية بشكل طفيف منذ تعداد الجزيرة عام 2010.